# Canzoni con il naso lungo
Canzoni con il naso lungo è un album di Cristiano De André pubblicato nel 1992.
))Il disco==
L'anno successivo verrà ripubblicato includendo il successo di Sanremo (Dietro la porta) come prima traccia e con un nuovo nome, Cristiano De André.
Nel grande spazio aperto è la cover di Into the Great Wide Open, scritta da Tom Petty e Jeff Lynne ed incisa da Petty nell'omonimo album.

## Tracce
Lato A
1. Canzoni con il naso lungo (testo e musica di Massimo Bubola) - 4:39
2. Tutti quanti hanno bisogno (testo di Massimo Bubola; musica di Cristiano De André e Fabrizio Consoli) - 4:06
3. Nel grande spazio aperto (testo italiano di Massimo Bubola; testo originale e musica di Tom Petty e Jeff Lynne) - 3:44
4. Invincibili (testo di Massimo Bubola; musica di Cristiano De André) - 2:50

Lato B
1. Che gran confusione (testo di Massimo Bubola; musica di Cristiano De André e Massimo Bubola)  - 3:13
2. Sei come ti vorrei (C. De André - M. Pagani) - 4:29
3. Verrà il tempo (testo di Massimo Bubola; musica di Cristiano De André e Eugenio Finardi) - 3:30
4. L'amore che tornerà (testo e musica di Cristiano De André) - 5:23

Bonus track (1993):
1. Dietro la porta (testo di Daniele Fossati e Cristiano De André; musica di Daniele Fossati) - 4:02

Vincitrice del Premio della Critica a Sanremo, per il suo autore, ha il significato "di cercare e trovare nelle cose che abbiamo a portata di mano uno scopo per vivere e per andare avanti".

## Formazione
- Cristiano De André – voce, cori, chitarra acustica
- Fabrizio Consoli – slide guitar, chitarra acustica, chitarra elettrica
- Mark Harris – tastiera, pianoforte, organo Hammond, Fender Rhodes
- Francesco Saverio Porciello – chitarra classica
- Pier Michelatti – basso
- Massimo Luca – chitarra acustica
- Vittorio Cosma – pianoforte
- Ellade Bandini – batteria, cori
- Giuliano Ragazzi – chitarra elettrica
- Beppe Gemelli – batteria
- Franco Cristaldi – basso
- Antonello Aguzzi – pianoforte
- Alfredo Golino – batteria
- Massimo Bubola – chitarra elettrica, cori
- Lucio Fabbri – violino
- Demo Morselli – tromba, flicorno
- Lalla Francia, Silvano Bolzoni, Silvio Pozzoli – cori